# Klingele Paper & Packaging Group
Die Klingele Paper & Packaging Group ist ein deutscher Papier- und Verpackungshersteller. Das 1920 gegründete Unternehmen ist seit drei Generationen in Familienbesitz. Klingele besitzt drei Papierfabriken, 13 Wellpappen- und acht Verarbeitungswerke mit insgesamt 3.200 Mitarbeitern.

## Geschichte
Das Unternehmen Klingele wurde 1920 im badischen Wiesloch durch den Papiergroßhändler Alfred Klingele und seinen Schwager Emil Holfelder gegründet. 1936 wurde das Werk in Remshalden‑Grunbach errichtet. 1952 trennten sich Holfelder und Klingele und agierten als unabhängige Unternehmer weiter. Unter der Führung der Witwe Elisabeth Klingele und des Sohns Werner F. Klingele wurde das schwäbische Werk – zunächst unter dem Firmennamen „Wellpappe Grunbach“ – zum neuen Stammhaus der Klingele Papierwerke. 1955 erfolgte die Umbenennung in Klingele Papierwerke. Im gleichen Jahr wurde in Delmenhorst das erste Zweigwerk eröffnet, 1959 folgte das Wellpappenwerk in Hilpoltstein bei Nürnberg. 1961 übernahm die Klingele Gruppe die Papierfabrik in Weener/Ostfriesland.
Zu Beginn der 1960er Jahre begann die Expansion ins Ausland (Spanien). Nach dem Tod von Werner F. Klingele im Jahr 1992 übernahmen seine Witwe Brigitte Klingele und sein Sohn Jan Klingele die Führung des Unternehmens. Seit der Jahrtausendwende wird eine kontinuierliche Modernisierungsstrategie der Klingele‑Werke in Deutschland betrieben. Seit 2008 ist das EBS-Kraftwerk Weener (Ostfriesland) Bestandteil der Klingele Gruppe. Das Kraftwerk wird auf Basis von Ersatzbrennstoffen (EBS) betrieben. Weener Energie versorgt die Papierfabrik der Klingele Gruppe mit Wärme und teilweise mit Strom.

## Standorte
An den Produktionsstätten in Remshalden, Delmenhorst, Hilpoltstein und Werne wird die komplette Produktpalette an Verpackungen aus Wellpappe produziert. Hierzu gehören Wellkisten, Stanzverpackungen, Faltbodenverpackungen und Spezialverpackungen.
In Spanien ist Klingele mit je zwei Wellpappenfabriken präsent. Dort werden Verpackungslösungen aus Wellpappe insbesondere für den lokalen Markt produziert. Klingele ist außerdem mit 50 Prozent an dem britischen Unternehmen Onboard Corrugated Limited beteiligt. Das Wellpappenformatwerk in Wolverhampton ist das erste dieser Art der Klingele Gruppe. 
Mit den Tochterunternehmen Norpack in Wunsiedel (Bayern), Klingele Golfkarton in Nijmegen (Niederlande) und Klingele Plus  in Villmar hat sich Klingele auch in den Nischen der Verpackungsbranche positioniert.
In Deutschland fertigt die Klingele Gruppe in der Papierfabrik Weener Wellpappenrohpapiere. Seit Mitte 2008 versorgt das Kraftwerk Weener, ein Heizkraftwerk auf Basis von Ersatzbrennstoffen, die Papierfabrik Weener mit Wärme und teilweise mit Strom. Das Kraftwerk ersetzt ca. 32 Mio. m³ Erdgas und Primärenergie und spart 55.000 Tonnen fossiler CO2-Emissionen pro Jahr ein. In Straßburg wurde Anfang 2014 eine zweite Papierfabrik Blue Paper SAS in Betrieb genommen. Diese wurde in einem Joint Venture mit der VPK Packaging Group zu einer Papierfabrik für leichte Verpackungspapiere umgebaut. Im Jahr 2020 kaufte Klingele von Klabin S. A., dem größten Produzenten von Papier und Verpackungen aus Wellpappe in Brasilien, die Kraftliner-Papierfabrik in Nova Campina sowie ein Wasserkraftwerk in Catas Altas im Bundesstaat São Paulo. Damit erweitert Klingele sein Papierspektrum um Frischfaserpapiere. Zum 1. April 2021 hat Klingele von International Paper Company den Produktionsstandort Société Guadeloupéenne de Carton Ondulé (SGCO) auf der französischen Insel Guadeloupe in der Karibik übernommen.
Mit der Gründung der europäischen Allianz Blue Box Partners im Jahr 2006 wurde darüber hinaus eine europaweite Belieferung der Kunden aus einer Hand gesichert.

## Produktbereiche

### Wellpappe
Klingele entwickelt, produziert und liefert Verpackungen aus Wellpappe. Transportverpackungen, Versandverpackungen, Präsentationsverpackungen und regalgerechte Verkaufsverpackungen, Industrieverpackungen oder Verpackungen für Gefahrgut sind Bestandteile des Produktprogramms. Diese können mit und ohne Druck oder Veredelung hergestellt werden.
Dienstleistungen wie Entwicklungsberatung, technische Begleitung beim Abpackprozess oder After‑Sales‑Service ergänzen das Leistungsprogramm.

### Papier
Die Papierfabrik Weener der Klingele Gruppe produziert Wellpappenrohpapiere aus 100 % Altpapier. Die mit dem FSC Recycling‑Zertifikat ausgezeichneten Wellpappenrohpapiere sind die Basis für die Herstellung von Verpackungen und Erzeugnissen aus Wellpappe. Testliner und Wellenstoff in unterschiedlichsten Grammaturen werden in der Papierfabrik hergestellt. Die Jahreskapazität beträgt mittlerweile 270.000 Tonnen Papier.